# 上州戦争

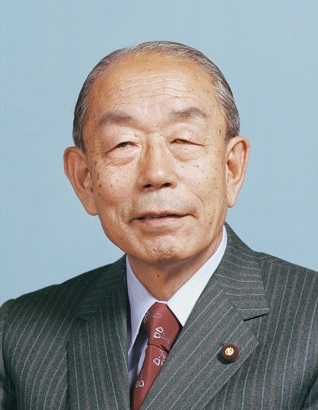
福田赳夫

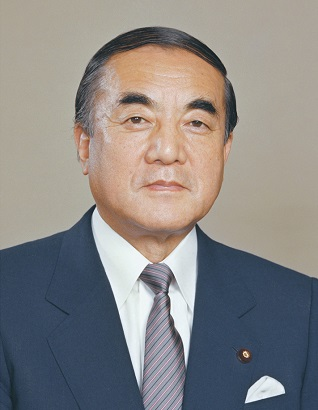
中曽根康弘

上州戦争（じょうしゅうせんそう）とは、群馬県で繰り広げられた日本の政治闘争の俗称である。福中戦争とも言われる。
福田赳夫と中曽根康弘の政治的地位の上昇により、選挙区のみならず国政に関しても重要な争いとなった。

## 沿革
高崎市（旧群馬郡金古町）出身の福田赳夫と、同じく高崎市（中心部）出身の中曽根康弘の、後に内閣総理大臣に就任する大物政治家が衆議院旧群馬3区で選挙区を同じくしていたことから、2人の間でトップ当選をめぐる激しい争いが行われたことに端を発する。
この選挙区には、中曽根と福田の他に、小渕恵三（第84代内閣総理大臣。中之条町出身だが事務所は高崎市）や山口鶴男（日本社会党書記長、総務庁長官、草津町出身）という、1選挙区としては日本一豪華な顔ぶれが揃っていたことで、さらに対立が激化した。
群馬県政は、基本的に福田派と中曽根派に分けられ、県議会も自民党で二派を形成した。なお、中曽根が現職の内閣総理大臣のときの衆議院選挙では、福田にトップ当選をとられた（首相在任中にトップ当選を逃したのは中曽根のみ）。

### 福田料亭・中曽根レストラン・小渕飯場
選挙時は、有権者に対してご馳走攻めが行われた。1905年（明治38年）生まれの福田は懐石料理を、1918年（大正7年）生まれの中曽根は小洒落た西洋料理を有権者に対して振る舞い、支持層の拡大を図った。これに対し、1937年（昭和12年）生まれの小渕は資金に余裕がなく、おにぎり程度しか出せず、「ビルの谷間のラーメン屋」と自ら語っていた。これらは、公職選挙法の買収罪にあたるが、当時は実質的に野放しにされていたのである。

### 田中総理大臣をめぐって
1972年（昭和47年）の自民党総裁選挙を巡り、福田が有力候補に上がった。かなり当選は濃厚と見られたが、最後の鍵を握っていた中曽根が最後の最後で田中角栄に付いたため、福田は負けてしまった。当時のニュース映像に、福田の地元で選挙を見守っていた福田の母親が「中曽根が憎い…」と嗚咽しながら語るシーンが収められていることからも伺われるように、福田と中曽根の間の抗争は熾烈を極めた。
また、佐藤派の小渕も、佐藤の意向に逆らって田中に投票した。これら一連の事柄に関して、当時TBS系列で放送されていた『時事放談』の中では、「中曽根は、福田おろしで金をもらっている」などという言葉が飛び出し、波紋を呼んだこともあった。
同年12月、第33回衆議院議員総選挙が行われた。この選挙戦で、福田は有権者の大きな同情を受け、断然の大量得票でトップ当選した一方、中曽根は地盤を固め無難に当選した。小渕は有権者の猛烈な反発を受け落選しかけたが、全国最少得票で辛くも当選した。前回、庭山昌を立てた公明党が擁立を見送り、前職以外の立候補者が日本共産党の遠藤功のみであったことに、小渕は救われた形だった。

### 第35回衆議院議員総選挙
1979年10月に行われた第35回衆議院議員総選挙前には二種類のステッカー「郷土から二人目の総理を」（中曽根陣営）、「郷土から二度目の総理を」（福田陣営）が製作されて県内に出回った。大きさも字体もほぼ同じで１字だけが違うステッカーは両陣営のつばぜり合いの激しさを示すものとなった。選挙では福田が1位を死守した。

### 1986年衆参同日選挙
1986年（昭和61年）の衆参同日選挙では、参議院選挙に中曽根の長男・中曽根弘文が出馬し、福田の弟・福田宏一と激しい選挙戦を展開した。これに衆院選の当人同士を巻き込んだ争いが絡み、大混乱に陥る。結果は、衆院群馬3区は福田がトップ当選で、現職首相の中曽根は2位で当選した。一方、参院群馬選挙区は中曽根弘文がトップ当選で、福田宏一が2位当選。

### 福田赳夫引退
1990年（平成2年）、福田赳夫が引退し、長男の福田康夫が地盤を継ぎ、トップ当選を果たした。福田赳夫対中曽根康弘の通算成績は、福田の10勝4敗（福田は第28回～第31回、第33回～第38回衆院選に連勝。中曽根は第25回～第27回衆院選に連勝し、第32回衆院選に勝利）。この時は中曽根批判・政権交代を狙って連合主導で非共産統一の2人目の野党候補（白石健一）が立候補するが落選、中曽根は3位ながら手堅く議席を守った。小渕はトップ当選も予想されたが、結果は最下位当選だった。
1993年（平成5年）、中選挙区制最後の選挙で小渕が念願のトップ当選を果たし、福田、中曽根と続いた。新生党から駒井実が立候補したが、2人目を見送った社会党の山口が議席を防衛し、従来の顔ぶれのまま選挙は終わった。

### 小選挙区制導入
1996年（平成8年）の小選挙区制導入に際し、旧群馬3区は、群馬4区と群馬5区に分割されることになり、旧群馬3区選出の3議員（中曽根・福田康夫・小渕）の間で候補者調整が行われた。選挙地盤的にいえば、中曽根と福田が4区、小渕が5区に当たるが、群馬県では福田派の勢力は絶大であり、中曽根は5区から出馬しようとした。
しかし、小渕は、当時の最大派閥・小渕派の領袖であり、元首相・竹下登らがバックに付いていた。このため、最終的に中曽根は、当時の自民党総裁・橋本龍太郎の提案した比例北関東ブロックの自民党終身1位で妥協し、小選挙区からの出馬を断念した。

### 小泉純一郎と中曽根の確執
2003年（平成15年）の衆院選で、森派（旧福田派）の小泉純一郎総裁は、比例代表に73歳定年制を導入。中曽根に比例北関東ブロック終身一位を約束した橋本裁定を一方的に破棄した。中曽根はこれに対して「政治的テロ」と反発し、懸命に生き残りをはかり小選挙区からの出馬も検討したが、結果的に引退に追い込まれてしまった。
2004年（平成16年）に、中曽根弘文の参議院議長就任が濃厚になっていたが、土壇場で扇千景を議長にし、中曽根は予算委員長に追いやられた。
2005年（平成17年）に、郵政民営化法案に関し、中曽根弘文は反対を表明。この中曽根の行動により、郵政民営化法案は参議院で否決された。ところが、小泉がまさかの衆議院解散（郵政解散）に打って出て、第44回衆議院議員総選挙で歴史的大勝を収めた。

### 山本一太の安倍支持
ポスト小泉をめぐり、森派の山本一太（参議院群馬県選挙区選出・後の群馬県知事）は、早くから安倍晋三支持を明言。安倍親衛隊を自認し、勝手に「安倍総理を実現する歌」という応援歌を作って、路上で歌うなどの行動をとっていた。
しかし、群馬県連は当然福田康夫支持であり、また山本本人も、地元の群馬事情を考えれば福田支持に回るべき立場（山本の父・山本富雄は福田の父・赳夫の忠臣として知られた）であった。この行動に福田寄りの県議などから2007年（平成19年）の参院選で山本を群馬県選挙区の公認から外して、代わりに2004年（平成16年）の参院選で落選した上野公成を候補者に推すべきであるという意見もでた。
この騒動は、結局山本を群馬県選挙区公認候補とし、上野を比例区に立候補させることで決着。福田が総裁選への不出馬を表明したために沈静化した。

### 県議二派閥を一本化
2006年（平成18年）に、遂に群馬県議会二派閥を一本化し、長年の対立は終結を迎えた。参議院議員通常選挙で、群馬県選挙区の改選議席が2議席から1議席に減らされることが決定したことなどから、総合的に判断したようである。
2010年（平成22年）の参院選で中曽根弘文が立候補をする際に、福田康夫が選対事務長に小渕優子が選対本部長にそれぞれ就任した。自民党群馬県連の派閥争いの雪解けの象徴として注目されながら、中曽根は当選を果たした。